# Gawroszka
Gawroszka – rodzaj apaszki, najczęściej jedwabnej, ręcznie malowanej. 
Obecnie noszona przede wszystkim przez kobiety, pierwotnie – w niedbałym ubiorze uliczników, zwłaszcza paryskich, zwanych gawroszami. Określenie pochodzące od Gavroche'a, postaci ulicznika z powieści Victora Hugo Nędznicy.